# Circle Records
Circle Records was een Duits platenlabel, waarop jazz uitkwam. Het werd in 1976 opgericht. 
Musici wier muziek op het label uitkwam zijn onder meer Sam Rivers, David Murray (onder meer met James Newton), Human Arts Ensemble, Phillip Wilson, Gil Evans, Luther Thomas, Archie Shepp, Herb Geller en Karl Berger met Lee Konitz.
De meeste albums zijn niet op cd heruitgebracht. 